# Gaertnera aurea
Gaertnera aurea är en måreväxtart som beskrevs av Simon T. Malcomber. Gaertnera aurea ingår i släktet Gaertnera och familjen måreväxter. Inga underarter finns listade i Catalogue of Life.